# Käthe Dahlem
Käthe Dahlem, nacida como Käthe Weber, (Berlín 20 de marzo de 1899 - 25 de diciembre de 1974) fue una activista política alemana del USPD y del KPD que se vio obligada a exiliarse. Durante la época de la Resistencia antifascista, participó como activista en la guerra civil española y, posteriormente, en Francia. Después de 1945, se convirtió en funcionaria pública en la zona de ocupación soviética, renombrada en octubre de 1949 como República Democrática Alemana (Alemania del Este). Se jubiló por motivos de salud en julio de 1949. Posteriormente, se vio envuelta en los problemas de su marido, Franz Dahlem, con el partido gobernante, el primer secretario del partido, Walter Ulbricht y otros camaradas dirigentes del partido, que habían pasado los años de guerra en Moscú. A pesar de ello, en la década de 1960, las autoridades honraron su contribución durante los periodos pre y post-bélicos.

## Trayectoria
Käthe Weber nació en Berlín en el seno de una familia obrera. Su madre confeccionaba ropa y su padre era zapatero y dirigente sindical. Asistió a la escuela en Colonia entre 1905 y 1913, momento en el cual dejó la escuela para trabajar como vendedora. Cuando cumplió 14 años se unió al partido Jóvenes Socialistas ("Sozialistische Arbeiter-Jugend" ). En 1917 se unió al recién formado Partido Socialdemócrata Independiente ("Unabhängige Sozialdemokratische Partei Deutschlands" / USPD), que se había segregado del Partido Socialdemócrata (SPD), después de más de dos años de disenso con la cúpula del SPD. La disputa interna estaba relacionada con la decisión de implementar una tregua parlamentaria sobre el financiamiento de la guerra. Dando como resultado la división del partido en 1920. Käthe Weber formó parte de la mayoría de izquierda que pasó a unirse al recién creado Partido Comunista de Alemania.
El 20 de marzo de 1919, Käthe Weber se casó con Franz Dahlem. Primero nació su hija, Luise, en Colonia el 18 de octubre de 1919, y más tarde, su hijo Robert, en Colonia el 11 de marzo de 1922.
En enero de 1933, después del cambio de gobierno, Alemania se transformó en una dictadura de partido único. El incendio del Reichstag, a finales de febrero de 1933, cuya autoría se atribuyó a los comunistas, supuso un momento de peligro para aquellos activistas comunistas que tenían antecedentes, pro lo que huyeron o fueron arrestados. En consecuencia, los Dahlem huyeron a París, donde ambos formaron parte de la cúpula del Partido Comunista en el exilio. Durante esa etapa, trabajó  principalmente, como secretaria de su marido. En 1935, Käthe Dahlem, se trasladó a Praga donde trabajó en la dirección operativa del comité central del partido; ese mismo año, más tarde, pasó un tiempo en Moscú. En 1936, regresó a París donde vivía aún Franz Dahlem. En 1937, se trasladó a Valencia donde trabajó para el Comité Central del Partido Comunista de Alemania, en una oficina cedida por el Partido Comunista de España. Durante la guerra civil española, brindó apoyo administrativo y político a los compañeros del partido.
En 1938/39, regresó a París; trasladándose a Toulouse entre 1940 y 1944, donde desarrolló la tarea de tesorera del grupo local de comunistas que actuaban en clandestinidad. Durante esa época estuvo en contacto con el campo de internamiento de Vernet d'Ariège, construido originalmente para alojar a los combatientes que regresaban de la guerra civil española. En ese momento, albergaba a un gran número de exiliados políticos alemanes, en su mayoría comunistas que previamente se habían establecido en París y que tras el estallido de la Segunda Guerra Mundial en septiembre de 1939, habían sido identificados y arrestados como enemigos extranjeros.
Después de la invasión alemana, en mayo/junio de 1940, el sur de Francia quedó bajo el control del régimen de Vichy, y los internos del Campo Vernet disfrutaron de considerable libertad. Pero, a medida que avanzaba la guerra, la seguridad del campo se reforzaba progresivamente hasta que, los internos de ascendencia judía y los políticos más relevantes fueron entregados a la Gestapo y enviados a Alemania. Su marido, Franz Dahlem, fue trasladado a Berlín en 1942, mientras Käthe Dahlem permaneció en Toulouse viviendo ilegalmente bajo el nombre de "Cathérine Dallerey". En agosto de 1944, (posiblemente, incluso antes), con la Liberación de París, se encargó de la secretaría de la organización, la versión occidental del Comité Nacional para una Alemania Libre (en francés "CALPO"), patrocinado por los soviéticos.
Franz Dahlem fue liberado por el Ejército Rojo del campo de concentración de Mauthasen-Gusen, y llevado a Moscú en mayo de 1945. El matrimonio se reencontró en Alemania, él regreso de Moscú el 1 de julio de 1945 y Käthe Dahlem de París en octubre del mismo año. Tras la polémica fusión de partidos que dio origen al Partido Socialista Unificado ("Sozialistische Einheitspartei Deutschlands" / SED), los Dahlem estuvieron entre los miles de comunistas que transfirieron su afiliación al nuevo partido surgido en octubre de 1949, que se perfilaba como un nuevo tipo de partido único que dio lugar a la dictadura de partido único.
Entre enero de 1946 y julio de 1947, Käthe Dahlem desempeñó el cargo de jefa del comité principal de mujeres del Ayuntamiento del Gran Berlín ("Magistrat von Berlin") y fue directora de organización del comité de mujeres de Berlín hasta 1949. En marzo de 1947, fue fundadora de la Liga Democrática de Mujeres ("Demokratischer Frauenbund Deutschlands" / DFD). La organización fue sancionada conforme la estructura constitucional leninista fue implementada completamente en Alemania del Este; se convirtió en uno de los movimientos de masas oficialmente sancionados. La Liga (DFD) fue rápidamente controlada por el partido gobernante, otorgándoles una asignación de escaños en la legislatura nacional que ampliaba la base política y otorgaba legitimidad al gobierno. Ella desempeñaba el cargo de secretaria de la Liga (DFD) desde julio de 1947 hasta 1949.
Entre 1947 y 1953 fue además miembro del Comité Ejecutivo Regional de Berlín ("Bezirksvorstand") dentro de la Liga (DFD). Se retiró de sus funciones por motivos de salud en julio de 1949.
En la década de los años 30, surgió cierta rivalidad entre Walter Ulbricht y Franz Dahlem, como consecuencia de las tensiones generadas tras la guerra por el liderazgo entre los líderes comunistas que se habían encontrado primero en París y luego en Moscú en los años de la guerra, Walter Ulbricht y el presidente Pieck como el mismo Dahlem. A medida que aumentaba el nerviosismo general en el seno de la dirección en el contexto de las revelaciones de Noel Field, en mayo de 1953, Franz Dahlem se vio despojado de sus cargos en el partido y sometido a una estrategia de «degradación» oficial Käthe Dahlem reapareció y defendió enérgicamente a su marido ante la Comisión Nacional de Control del Partido ("Zentrale Parteikontrollkommission") en junio de 1953, acusando al líder de la comisión, Hermann Matern, de mentir. Aunque es imposible discernir cuál fue el impacto de esta intervención de defensa, Franz Dahlem se salvó del juicio-espectáculo al que podría haberse visto sometido (a diferencia de Paul Merker, que se vio envuelto en circunstancias similares en la misma época). De hecho, Dahlem fue rehabilitado oficialmente unos años más tarde, a pesar de no recuperara su posición de liderazgo dentro del partido.
Käthe Dahlem murió el día 25 de diciembre de 1974, en Berlín Oriental.

## Premios y honores
- Medalla Clara Zetkin 1957.[4]
- Medalla de 1958 para los combatientes contra el fascismo 1933-1945.[2]
- Orden Patriótica del Mérito de Oro de 1969.[2]
- Ordenanza de Karl Marx de 1974.[2]
- En 1971, Franz y Käthe Dahlem recibieron conjuntamente la ciudadanía honoraria de Ivry-sur-Seine en Francia.[2]
- En Berlín se creó la academia que lleva el nombre Käthe Dahlem.[10]